# Episinus algiricus
Episinus algiricus är en spindelart som beskrevs av Lucas 1846. Episinus algiricus ingår i släktet Episinus och familjen klotspindlar. Inga underarter finns listade i Catalogue of Life.